# Liadain
Liadain va ser una poeta irlandesa del segle VII.
Segons la història de Comracc Líadaine ocus Cuirithir, que data del segle IX o principis del segle x, Liadain de Corca Dhuibhne va ser una poeta irlandesa que feia un viatge a Connacht quan va conèixer a Cuirithir mac Doborchu, un poeta natiu de la zona.
Cuirithir li va proposar conviure junts: "Per què no ens unim, Liadain? Seria fantàstic el nostre fill que engendraríeu". Liadain li va respondre: "No ho fem, perquè això malmetria el meu viatge. Si tornes a buscar-me a casa meva, vindré amb tu". Dormiren aquella nit i es van separar l'endemà.
No obstant això, abans que ella i Cuirithir es tornessin a trobar, Liadain es va fer monja. No és clar si això és "un conflicte entre l'amor i la religió [o si] Liadain decideix posposar el matrimoni amb Cuirithir a causa dels seus interessos professionals com a poetessa itinerant".
La parella busca l'ajuda espiritual de Saint Cummine. No obstant això, Cuirithir trenca el vot de castedat i és desterrat a un altre monestir per Cummine, que també es veu obligat a renunciar al seu amor a Liadain, i després travessa el mar mentre Liadain fa penitència i pregària abans de morir amb un cor trencat.